# Jaymar Johnson
(en) Statistiques sur pro-football-reference
Jaymar Johnson (né le 10 juillet 1984 à Gary) est un joueur américain de football américain.

## Enfance
Johnson naît dans l'État de l'Indiana, à Gary. Lors de ses années lycée, il est un des meilleurs joueurs de l'Indiana.

## Carrière

### Université
Il entre à l'université d'État de Jackson et joue son premier match avec les Tigers contre Alabama State. Lors des saisons 2005, 2006 et 2007, il est titulaire à tous les matchs de la saison.

### Professionnel
Jaymar Johnson est sélectionné au sixième tour du draft de la NFL de 2008 par les Vikings du Minnesota au 193e choix. Il est le premier joueur de Jackson State à être drafté par Minnesota depuis Sylvester Morris en 2000. Après la pré-saison 2008, il est libéré mais signe avec l'équipe d'entraînement le 1er septembre. Il ne joue aucun match en 2008.
Lors de la pré-saison 2009, l'entraîneur Brad Childress déclare que Johnson est celui qui travaille le plus au sein des Vikings. Lors de la saison 2009, il fait ses premiers apparitions sur le terrain. Lors de la pré-saison 2010, il est placé dans l' Injured Reserve après s'être blessé contre les Rams de Saint-Louis lors du premier match de pré-saison. Le 2 septembre 2011, il est libéré par Minnesota.
Le 20 septembre, il signe avec l'équipe d'entraînement des Cardinals de l'Arizona.
En 2014, il s'engage avec les Blue Bombers de Winnipeg lors de la off-season mais n'est pas conservé.